# Dreaming No. 11

A Dreaming No. 11 Joe Satriani gitáros középlemeze, amely 1988-ban jelent meg. A lemezen három élő és egy új szám található.

## Számlista
| 1.    | The Crush of Love       | Joe Satriani, John Cuniberti | 4:20 |
| 2.    | Ice 9 (élő)             |                              | 3:58 |
| 3.    | Memories (élő)          |                              | 8:46 |
| 4.    | Hordes of Locusts (élő) |                              | 5:08 |
| 22:12 |                         |                              |      |

## Közreműködők
- Joe Satriani – gitár
- Stuart Hamm – basszus
- Jonathan Mover – dobok